# Lucky Girl
Lucky Girl (englisch wörtl. „Glücksmädchen“) ist eine der ersten in Finnland gebauten Yachten der 8-Meter-Klasse. Sie wurde zwischen 1909 und 1910 auf Åbo Båtvarf gebaut, einer Bootswerft in Åbo (finnisch Turku). Entworfen hatte sie 1909, nach der ersten Meter-Formel, der schottische Yachtkonstrukteur William Fife III. (1847–1955).
Die Yacht ist gaffelgetakelt. Sie hat Stahlrahmen; das Deck ist aus Sitka-Fichte, die Planken aus Mahagoni. Mit dem Schiff gewann die Mannschaft von Bertil Tallberg 1912 eine olympische Bronzemedaille für Finnland. Heute segelt es auf dem Bodensee.

## Name und Hintergrund

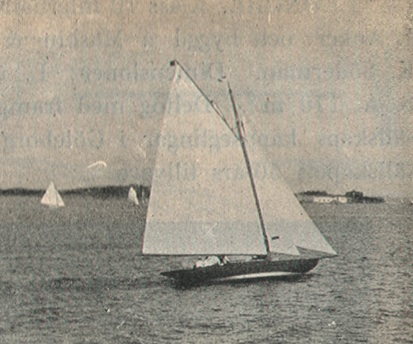
Die 8mR-Yacht Lucky Girl.

Bis zum Zweiten Weltkrieg war die 8-Meter-Klasse (Segelzeichen 8mR) die prestigeträchtigste internationale Yacht-Rennklasse. Sie wurde Anfang des 20. Jahrhunderts auch in Finnland eingeführt, wo sich mit Segelföreningen i Björneborg etwa 50 Jahre zuvor der erste Segelverein gegründet hatte. Die Yachten waren aber nicht nur als rassige Boote für die Bahnregatta bekannt, sondern auch als bequem bewohnbare Fahrtensegler. Deshalb waren sie bei Seglern im Ostseeraum beliebt.
Der ursprüngliche Auftraggeber von Lucky Girl war ein Herr „Soderman“, Die Yacht wurde schließlich auf August Westins (1845–1920) renommierter Åbo Båtvarf (heute mit finnisch-schwedischem Namen Turun Veneveistämö – Åbo Båtvarf) gebaut und im Jahr ihrer Fertigstellung 1910 unter den Mitgliedern von Nyländska Jaktklubben (NJK) verlost.
Der Kauf von Lotteriebooten durch Segelvereine war lange Zeit üblich, um die eigene Flotte zu vergrößern und gleichzeitig die verschiedenen seit 1906 existierenden Renn-Yachten der R-Klassen (neben 8mR auch 5mR, 6mR und 12mR) populärer zu machen. Die damals dreijährige Lucy Gunvor Tallberg zog das Glückslos, und die Yacht wurde ihrem Vater, Gunnar Tallberg, übergeben. Sie wurde Lucky Girl getauft, bei NJK angemeldet und 1911 im Lloyd’s Register registriert. In der Folge befand sich Lucky Girl im Familienbesitz der Tallbergs und wurde auf Fahrten und Regatten gesegelt.

## Olympische Medaille
Neben Lucy Tallbergs Vater war auch ihr Onkel Bertil Tallberg Segler. Während der Spiele der V. Olympiade 1912 in Stockholm – die Segelwettbewerbe fanden vor Nynäshamn statt – nahm die die Mannschaft der Lucky Girl 1 mit Bertil und Gunnar Tallberg (erster als Rudergänger) sowie Arthur Ahnger, Emil Lindh und Georg Westling vom 20. bis 22. Juli in der 8-Meter-Klasse teil. Im Wettkampf mit 7 weiteren Booten aus 5 Nationen – darunter eine zweite Yacht gleichen Namens, die als Lucky Girl 2 startete – gewann die Mannschaft die Bronzemedaille.

## Restaurierung und späterer Eigner
Nach dem Zweiten Weltkrieg war vom Verbleib der Yacht nichts bekannt. Duncan Walker von der Firma Fairlie Restorations, die auf die Restaurierung von Fife-Booten spezialisiert sind, entdeckte sie 2002 in Stockholm und segelte sie zur Firmenwerft in Hamble. Dort wurde sie zwischen 2007 und 2008 aufwendig restauriert und in ihre ursprüngliche Form zurückversetzt, um in Besitz eines Schweizer Eigners auf dem Bodensee wieder aktiv zu segeln.

## Trivia
Auf dem Bodensee segelt aktiv auch eine zweite 8mR-Yacht mit Namen Lucky Girl. Sie wurde von Henry Rasmussen gezeichnet und 1912 bei Abeking & Rasmussen gebaut. Ihr Heimathafen ist der Lindauer Segler Club, in dessen Flotte mehrere historische Yachten der 8-Meter-Klasse segeln.